# 君はひとりじゃない
『君はひとりじゃない』（きみはひとりじゃない、Ciało）は2015年のポーランドのドラマコメディ映画。
監督はマウゴシュカ・シュモフスカ、出演はヤヌシュ・ガヨスとマヤ・オスタシェフスカなど。
家族の死から父と娘が再生していく過程を描いた家族ドラマ。
第65回ベルリン国際映画祭のコンペティション部門で上映され、シュモフスカが銀熊賞（監督賞）を獲得した。他にグディニャ映画祭で金獅子賞、第29回ヨーロッパ映画賞で観客賞を獲得した。
第28回東京国際映画祭ワールド・フォーカス部門およびポーランド映画祭2016で上映された際の日本語タイトルは『ボディ』。

## ストーリー
母の死から立ち直れずに摂食障害を患っている娘オルガを見かねた父ヤヌシュはオルガを入院させる。
セラピストのアンナは独自の方法でオルガのリハビリを行う。
一方、アンナには霊と交信する能力があり、ヤヌシュが妻の死をきっかけに心を病んでいることを見抜くとともに亡き妻との交信をヤヌシュに勧める。
アンナの能力に懐疑的だったヤヌシュだったが、身の回りで不思議な出来事が起きるにつれ、徐々に興味を抱くようになる。
そんなある日、妻と自分しか知らない内容の書かれたメモを見つけたヤヌシュは、オルガとともにアンナに降霊をしてもらうことにする。
3人は降霊の儀式を始めるが、そこでオルガはメモを書いたのは自分であることを告白する。
これをきっかけに、それまですれ違ってばかりいたヤヌシュとオルガの間に和やかな空気が流れる。

## キャスト
- ヤヌシュ: ヤヌシュ・ガヨス - 検察官。
- アンナ: マヤ・オスタシェフスカ - セラピスト。霊媒師。
- オルガ: ユスティナ・スワラ - ヤヌシュの娘。父の全てを嫌っている。
- 隣人: ヴワディスワフ・コヴァルスキ（英語版）
- ジエリンスキ医師: アダム・ヴォロノヴィチ（ポーランド語版）
- ヤヌシュの助手: トマシュ・ジェンテク（ポーランド語版）
- カロルの母: マウゴジャタ・ハイェフスカ＝クシシュトフィク（ポーランド語版）
- 看護師: エヴァ・コラシンスカ（ポーランド語版）
- 墓地の管理者: ロマン・ガナルチック（ポーランド語版）
- ヤヌシュの女友達: エヴァ・ダウコフスカ（英語版）

## 作品の評価
Rotten Tomatoesによれば、9件の評論のうち高評価は89%にあたる8件で、平均点は10点満点中6.90点となっている。